# مهبط طائرات سليمان
مهبط سليمان هو مهبط طائرات يقع بالقرب من مدينة سليمان في تونس. يُستخدم المهبط بشكل محدود للطيران الخفيف أو الطيران الزراعي، وقد لا يحتوي على مرافق مطار تقليدية. لا يُعد من المطارات التجارية المعتمدة، ويُصنف ضمن المهابط غير الدولية في البلاد.

## التاريخ
لا تتوفر معلومات موثقة حول تاريخ إنشاء مهبط سليمان بدقة، إلا أنه يُعتقد أنه أنشئ لأغراض الطيران الزراعي أو الرحلات الخفيفة في المناطق الريفية القريبة من مدينة سليمان. ونظرًا لسطح مدرجه الترابي وعدم توفر مرافق متقدمة، فإن المهبط لا يُستخدم في الرحلات التجارية المنتظمة، بل يظل محدودًا في الاستخدامات المحلية أو الخاصة.